# أليمي بالارد
أليمي بالارد (بالإنجليزية: Alimi Ballard)‏ مواليد 17 أكتوبر 1977 في ذا برونكس، نيويورك، الولايات المتحدة، هو ممثل أمريكي بدأ مسيرته الفنية سنة 1993.

## الأعمال
| السنة | العمل                             | الدور        |
| ----- | --------------------------------- | ------------ |
| 1993  | المحبة                            |              |
| 1998  | ديب إمباكت                        |              |
| 1997  | الساحرة المراهقة سابرينا          |              |
| 1999  | مالكولم وإيدي                     | ديوك جيبسون  |
| 2000  | إن واي بي دي بلو                  |              |
| 2000  | رجال الشرف                        |              |
| 2000  | ملاك الظلام                       |              |
| 2005  | نمبرز                             |              |
| 2011  | السرعة الخامسة                    |              |
| 2011  | إن سي آي إس                       |              |
| 2012  | دروب ديد ديفا                     |              |
| 2012  | هوليوود هايتس                     |              |
| 2013  | بونز                              |              |
| 2015  | كاسل                              | فرانك جاكسون |
| 2012  | سي اس آي: التحقيق في موقع الجريمة |              |
| 2016  | عقول إجرامية                      | ديزموند هولت |

## روابط خارجية
- أليمي بالارد على موقع IMDb (الإنجليزية)
- أليمي بالارد على موقع ألو سيني (الفرنسية)
- أليمي بالارد على موقع أول موفي (الإنجليزية)
- أليمي بالارد على موقع قاعدة بيانات الأفلام السويدية (السويدية)
- أليمي بالارد على موقع إن إن دي بي (الإنجليزية)
- أليمي بالارد على موقع قاعدة بيانات الفيلم (الإنجليزية)
- أليمي بالارد على موقع كينوبويسك (الروسية)